# Pfarrkirche Steyrling

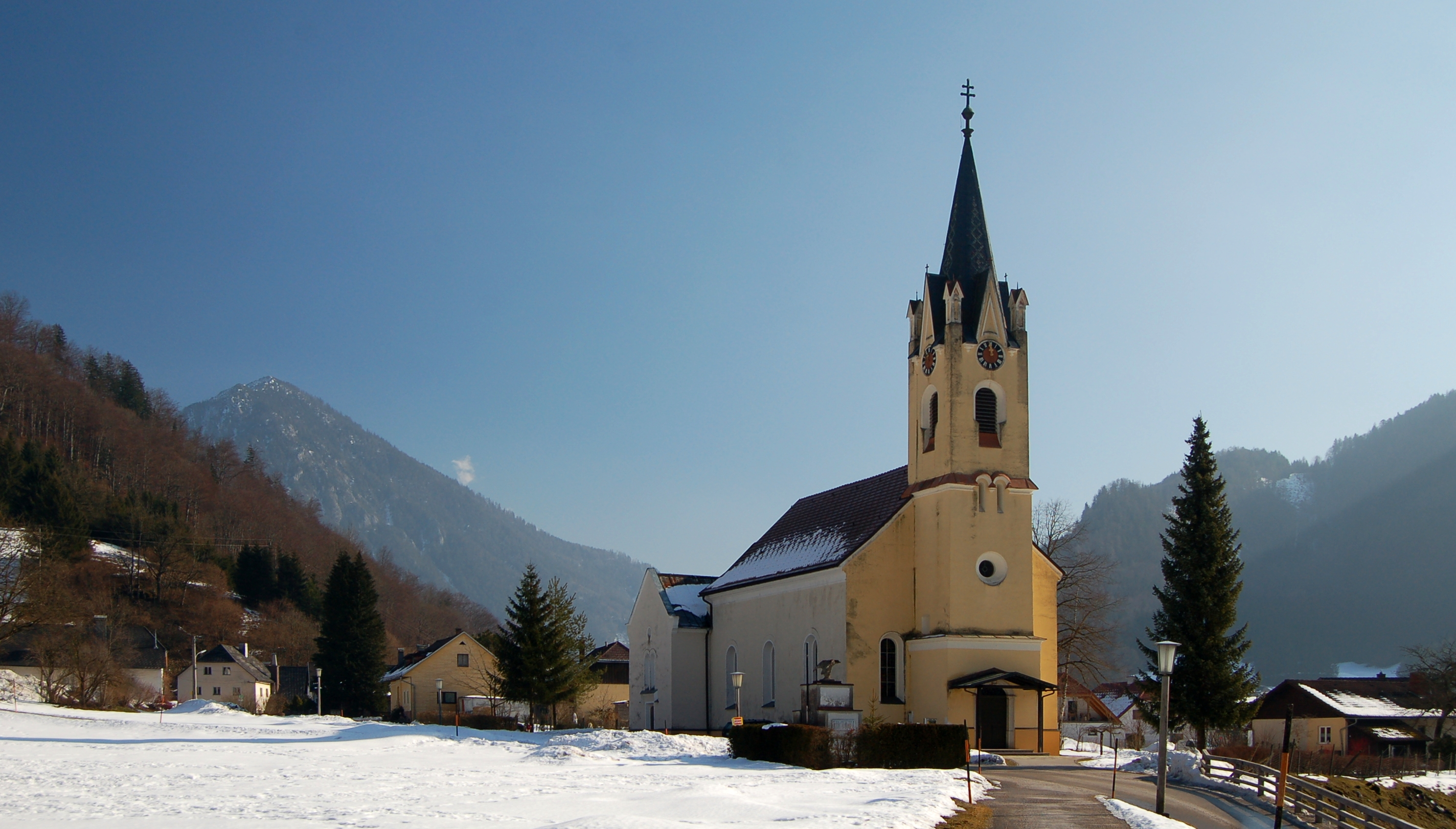
Katholische Pfarrkirche Unbefleckte Empfängnis in Steyrling

Die römisch-katholische Pfarrkirche Steyrling steht in der Ortschaft Steyrling in der Gemeinde Klaus an der Pyhrnbahn im Bezirk Kirchdorf in Oberösterreich. Sie ist dem Glaubensgeheimnis der  Unbefleckte Empfängnis geweiht und gehört zum Dekanat Windischgarsten in der Diözese Linz. Das Bauwerk steht unter Denkmalschutz (Listeneintrag).

## Geschichte
1854 wurde der Grundstein für die Kirche gelegt. Sie wurde 1863 von Bischof Franz Joseph Rudigier geweiht. Sie war eine der ersten historistischen Kirchen in der Diözese Linz. Zu Beginn war sie eine Filiale der Pfarre Klaus, wurde jedoch 1886 zur eigenständigen Pfarre erhoben.

## Kirchenbau

### Kirchenäußeres
Die Kirche wurde im Stil der frühen Neugotik errichtet.

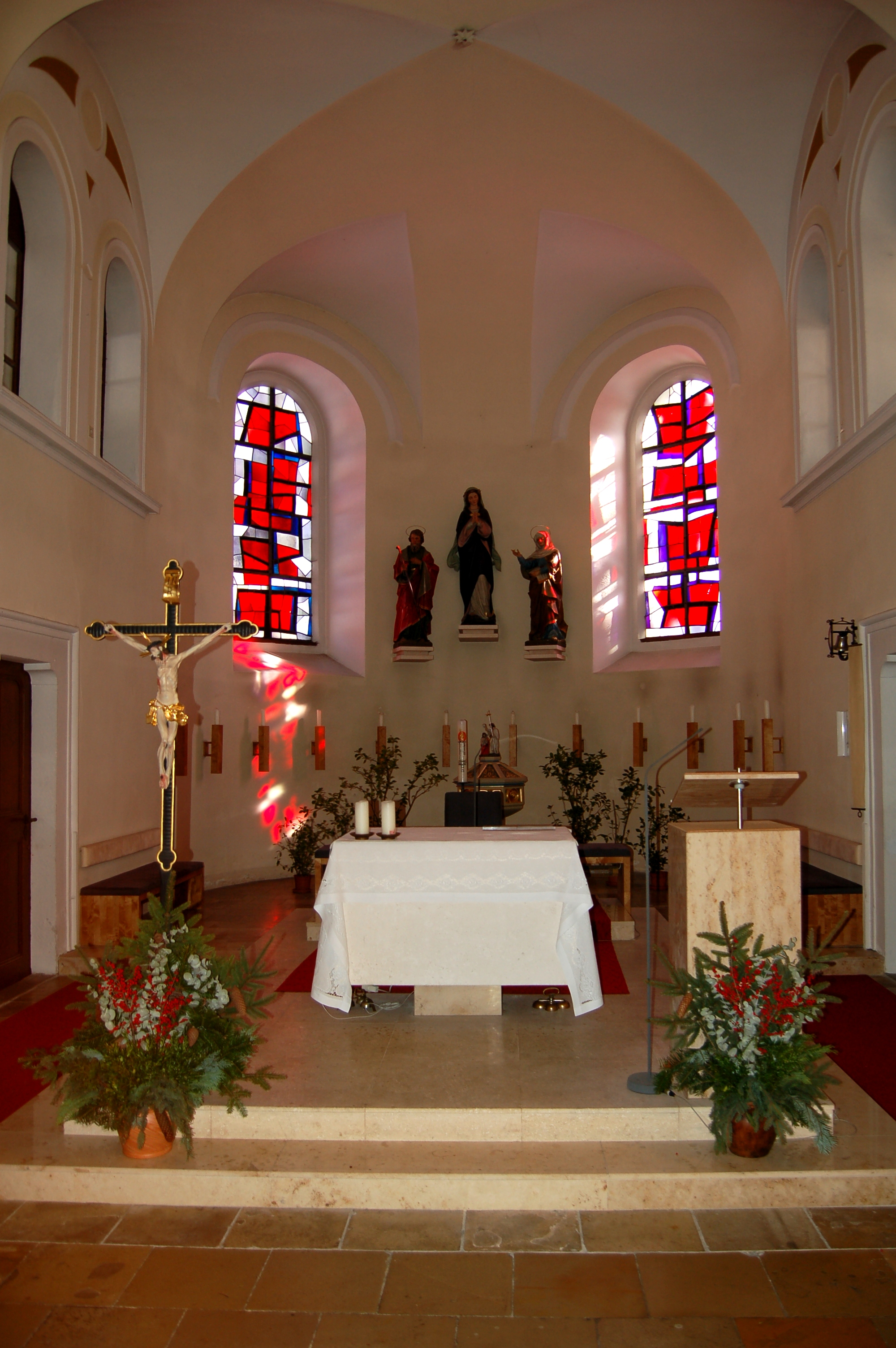
Innenansicht auf den Altarraum

### Kircheninneres
Die Farbglasfenster stammen von der Künstlerin Lydia Roppolt aus den 1970er Jahren. Der Altarraum in schlichter Formensprache sticht durch seine inselartige Anordnung des Altarpodestes im vorderen Bereich des Altarraumes hervor.

### Ausstattung
Der Volksaltar besteht aus glatter, polierter Pietra dura. Der Tabernakel an der nördlichen Chorwand besteht aus zwei einander durchdringenden Steinquadern, deren gemeinsame Öffnung durch eine Glasplatte abgedeckt wird. An der Chorwand haben, als Verbindung zur Geschichte, drei vom ursprünglichen Hauptaltar stammenden Figuren der Heiligen Maria, Anna und Joachim aus der Hand der Bildhauer Johann und Josef Rint bei der Neugestaltung Platz gefunden.